# Estación Sourigues
Carlos Tomás Sourigues (nombrada comúnmente como Sourigues) es una estación ferroviaria ubicada en la localidad homónima, en el partido de Berazategui, provincia de Buenos Aires, Argentina.

## Servicios
Forma parte de la Línea General Roca, siendo un centro de transferencia intermedio del servicio eléctrico metropolitano que se presta entre las estaciones Plaza Constitución y Bosques, «Vía Quilmes».
Los servicios son operados por Trenes Argentinos Operadora Ferroviaria.

## Infraestructura
Posee dos andenes elevados para el servicio eléctrico desde 2018. Posee rampa para discapacitados y boletería propia.

## Diagrama
| Plataforma Este  |                                                                              |
| Vía 1            | Trenes a Bosques provenientes de Constitución vía Quilmes (próxima Bosques)  |
| Vía 2            | Trenes a Constitución provenientes de Bosques vía Quilmes (próxima Ranelagh) |
| Plataforma Oeste |                                                                              |

## Galería

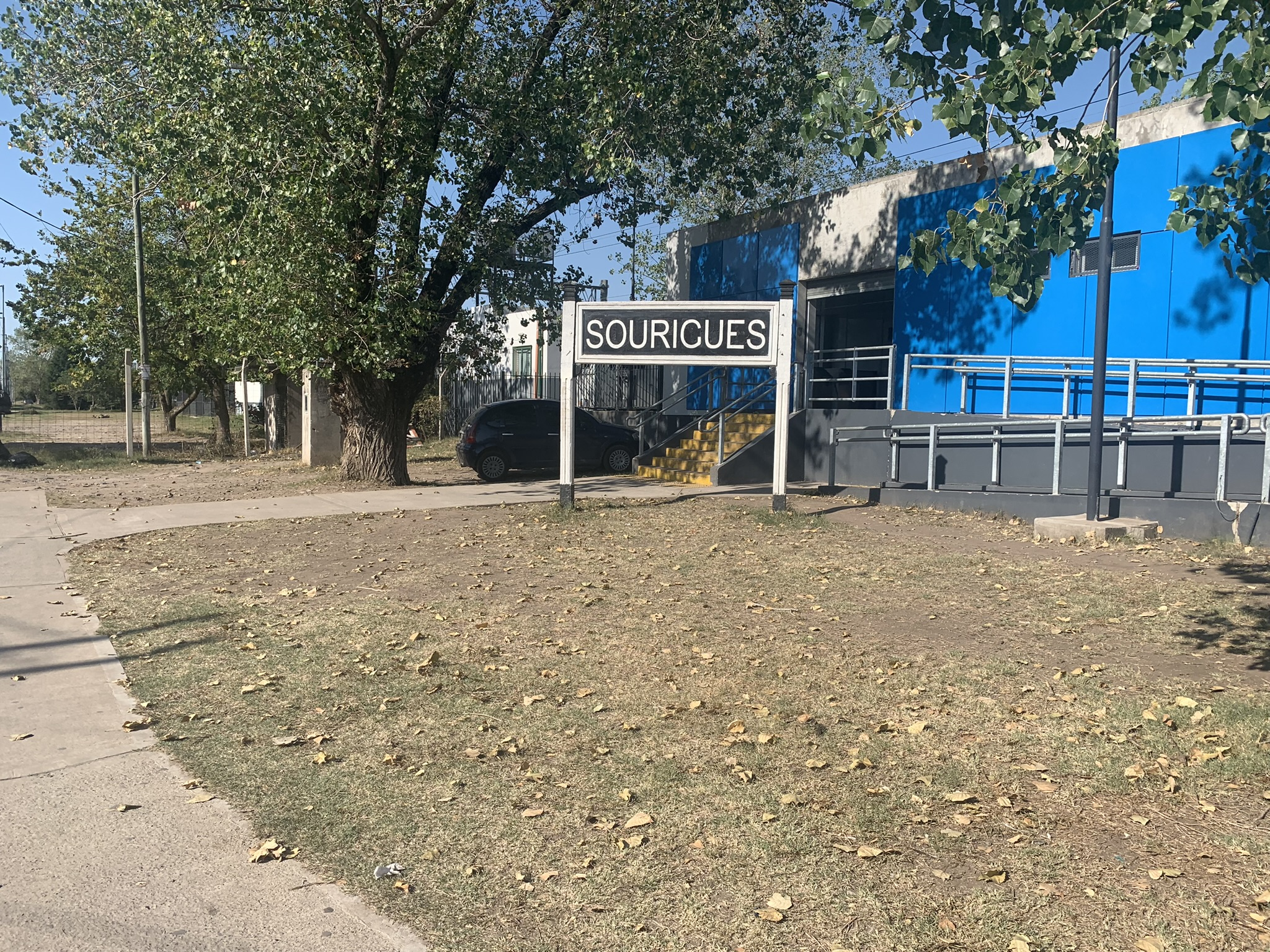
Cartel de la estación sobre la entrada principal a Plaza C.
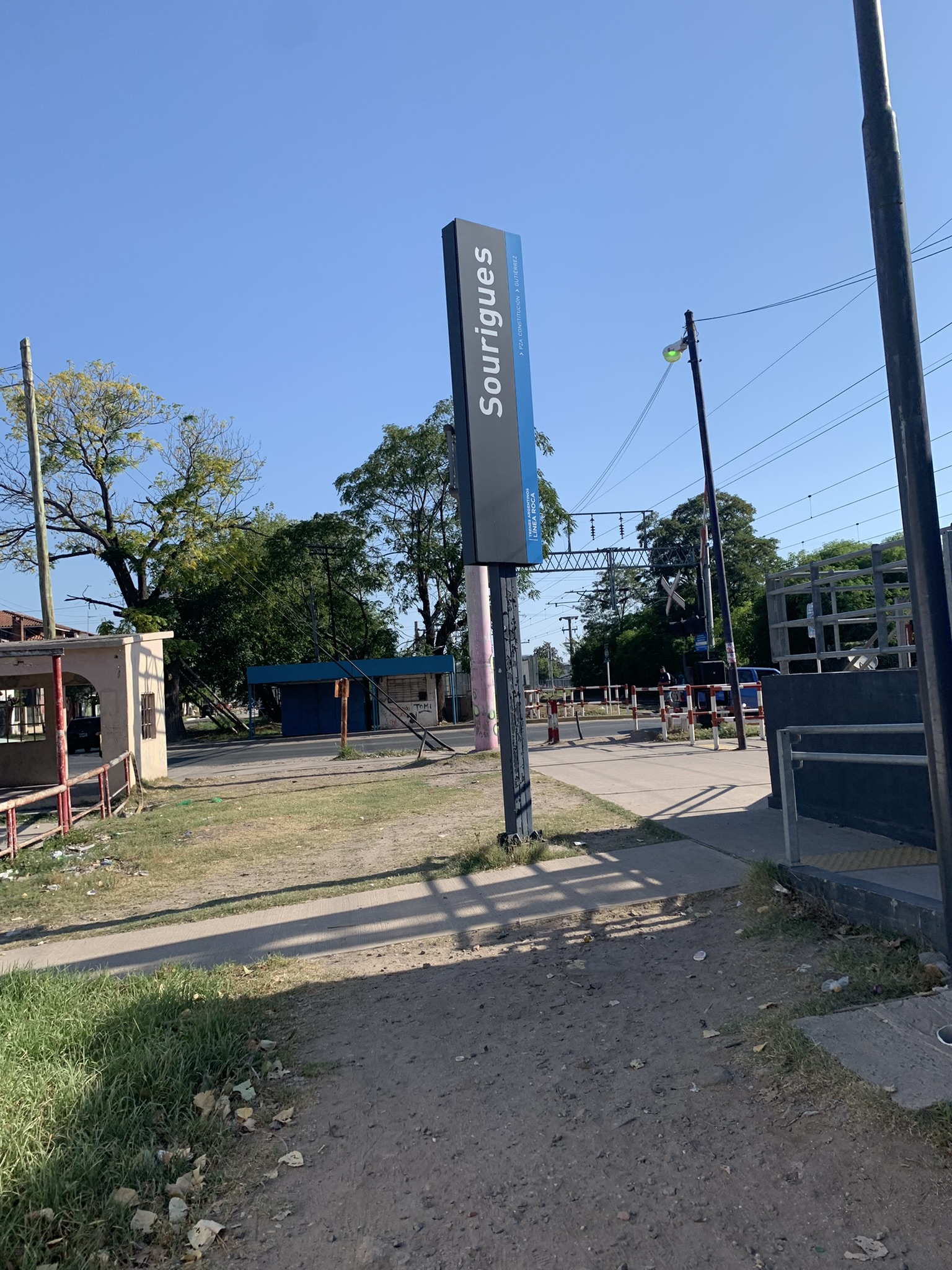
Cartel vertical de la estación Sourigues en  Avenida Gral. Belgrano